# Helmut Rötzsch

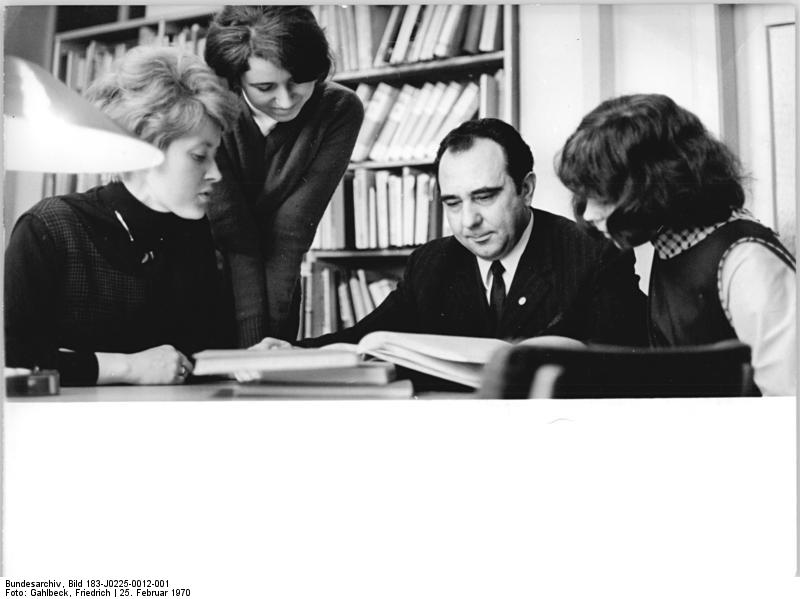
Helmut Rötzsch (1970)

Helmut Rötzsch (* 17. Dezember 1923 in Leipzig; † 28. März 2017 ebenda) war ein deutscher Bibliothekswissenschaftler. Er war von 1961 bis 1990 als Haupt- beziehungsweise Generaldirektor Leiter der Deutschen Bücherei in Leipzig.

## Leben
Helmut Rötzsch war Sohn eines Eisenbahnarbeiters. Nach Besuch der Mittelschule in Leipzig absolvierte er ab 1938 eine Buchhändlerlehre beim Leipziger Buchgroßhändler Koehler & Volckmar und war dort als Buchhandlungsgehilfe bis 1941 tätig. Er beantragte am 8. Mai 1941 die Aufnahme in die NSDAP und wurde zum 1. September desselben Jahres aufgenommen (Mitgliedsnummer 8.646.294). Es folgte seine Teilnahme am Zweiten Weltkrieg bei der Luftwaffe, die im Februar 1945 in amerikanischer Kriegsgefangenschaft endete. Nach seiner Entlassung im Juli 1946 kehrte er nach Leipzig zurück und war zwei Jahre als Kriminalsekretär bei der Transport- und Kriminalpolizei am Leipziger Hauptbahnhof tätig.:S. 249 In der Zeit trat Rötzsch in die SED ein. Wohl aufgrund seiner amerikanischen Kriegsgefangenschaft galt er als Sicherheitsrisiko bei der Polizei und fiel einer Parteisäuberung der SED zum Opfer.:S. 249
Nach einer bestandenen Sonderreifeprüfung delegierte ihn die Kreisleitung der SED 1949 zum Kurzstudium der Wirtschafts- und Kulturwissenschaft an der Gesellschaftswissenschaftlichen Fakultät der Universität Leipzig, die 1947 zur Ausbildung qualifizierter Parteikader gegründet worden war. Nach mäßigem Studiumsabschluss:S. 249 trat Rötzsch im Oktober 1950 bei der Deutschen Bücherei als Verwaltungsdirektor und Kaderleiter ein. Es folgte eine rasche Karriere. 1953 wurde er Leiter der Abteilung Lesesäle, 1955 Direktor der Abteilung Beschaffung und Zugang, zugleich ab 1959 Stellvertreter des Hauptdirektors Curt Fleischhack.
Auf Vorschlag der Parteileitung der Bibliothek und mit Unterstützung des MfS der DDR wurde Rötzsch nach dem Ausscheiden Fleischhacks Ende Januar 1961 durch Wilhelm Girnus, Staatssekretär für das Hoch- und Fachschulwesen, zum 1. Juli 1961 zum neuen Hauptdirektor, ab 1964 Generaldirektor, und Leiter der Deutschen Bücherei berufen.:S. 266 Er war der erste nicht klassisch ausgebildete Bibliothekar in der Funktion.
Mit der Bezirksverwaltung des MfS arbeitete Rötzsch seit seinem Eintritt bei der Deutschen Bücherei im Jahr 1950 offiziell zusammen.:S. 266 1955 unterzeichnete er eine Verpflichtungserklärung als IM „Sand“ des MfS der DDR. Aufgrund seiner zahlreichen dienstlichen Reisen in die BR Deutschland war er für die Hauptverwaltung A tätig und wurde dafür ausgezeichnet. Interne Konflikte waren nicht Gegenstand seiner Tätigkeit als IM.:S. 676 Als Leiter der Deutschen Bücherei war er bis 1973 von operativen Aufgaben des MfS befreit.:S. 266
In der Bücherei benutzte Rötzsch weniger die Klassenkampfrhetorik, sondern suchte mehr den Konsens und wurde so zur Integrationsfigur.:S. 675 In den 1970/1980er Jahren entschied er anstelle der SED-Grundorganisation zunehmend selbst über die Zuteilung von Privilegien, wie Westreisen, privaten Entleihungen und Ferienplätzen.:S. 676
In seiner Funktion wirkte Rötzsch bei der Umgestaltung der Deutschen Bücherei zu einer sozialistischen Institution mit, die aufgrund des allgemeinen Sammelauftrags deutschsprachigen Schrifttums auch den Auftrag hatte, der Wissenschaft und Praxis in der DDR technische und wissenschaftliche Literatur zugänglich zu machen. Rötzsch beendete Planungen einer Bibliographie nur mit DDR-Titeln und ließ weiterhin Bibliographien, das gesamte deutschsprachige Schrifttum erfassend, erstellen. Er engagierte sich für die Erhaltung und den Ausbau des 1950 eingegliederten Deutschen Buch- und Schriftmuseums. Eine liberale Ausleihpolitik und der Erhalt der Verbindung zum Börsenverein des Deutschen Buchhandels in Frankfurt am Main waren weitere Ziele seiner Tätigkeit. Allerdings wurden die Kriterien der Bibliothekare für das Sekretieren von Titeln wesentlich einschränkender angewendet als bei der Deutschen Staatsbibliothek in Berlin.:S. 679
In seine Amtszeit fiel Ende der 1970er Jahre die dritte Erweiterung der Deutschen Bücherei. Der neue Magazinturm war der größte Bibliotheksneubau der DDR und kostete 25 Millionen Mark. Als seinen Nachfolger hatte er 1988 Dieter Nadolski, einen studierten Chemiker und Direktor des Verlags VEB Edition Leipzig, vorgeschlagen.:S. 537
Nach der Wiedervereinigung Deutschlands wurde der Oberbibliotheksrat Rötzsch im Januar 1991 in den Ruhestand verabschiedet.
An der damaligen Leipziger Karl-Marx-Universität promovierte Rötzsch 1969 mit dem Thema „Beiträge zur Geschichte und Entwicklung der Deutschen Bücherei“ und lehrte dort ab 1970 als Honorarprofessor für Bibliotheks- und Informationswissenschaft. In der DDR war er unter anderem Mitglied im Hoch- und Fachschulrat, Vorsitzender des Beirates für das wissenschaftliche Bibliothekswesen, zwischen 1968 und 1974 Präsident des deutschen Bibliotheksverbandes und ab 1961 Stadtverordneter Leipzigs. Ihm wurde 1988 der Vaterländische Verdienstorden in Gold verliehen.
Rötzsch starb am 28. März 2017 im Alter von 93 Jahren.

## Schriften (Auswahl)
- Helmut Rötzsch, Hans-Martin Pleßke: Die Deutsche Bücherei in Leipzig. Ein Abriß der Geschichte des Gesamtarchivs des deutschsprachigen Schrifttums 1912 bis 1987. Vorabdruck aus: Jahrbuch der Deutschen Bücherei 23 (1987).
- Anton Graff und seine Buchhändlerporträts. Bearb. von Helmut Rötzsch und Hans-Martin Pleßke. Leipzig, Deutsche Bücherei 1965 (Neujahrsgabe der Deutschen Bücherei; 1966).
- Der Börsenverein der Deutschen Buchhändler zu Leipzig und die Deutsche Bücherei. Ein Beitrag zur Geschichte der deutschen Nationalbibliothek.  Leipzig, Deutsche Bücherei 1962 (Neujahrsgabe der Deutschen Bücherei; 1963).